# وجدان علي
وجدان علي (ولدت في أغسطس بمدينة بغداد بالعراق ومن أصل أردني)، هي فنانة أردنية ومعلّمة ودبلوماسية، والزوجة السابقة للأمير الأردني علي بن نايف، تُعرف الأميرة وجدان بجهودها في إحياء تقاليد الفن الإسلامي ومشهورة بلوحاتها المجردة وعملها كمؤرخة فنية.

## التعليم والحياة المهنية
تلقت تعليمها الجامعي الأول في التاريخ من جامعة بيروت «الجامعة اللبنانية الأمريكية الآن» عام 1961، ثم درست الفن بشكل خاص إلى أن حصلت على درجة الدكتوراه في الفن الإسلامي وعلم الآثار من جامعة لندن عام 1993، كما تلقت بعض تدريباتها الفنية من مهنا الدرة وأرماندو برونو.
اعتمدت في فنها على تطوير تقاليد الخط العربي بشكل حديث وتشكيل جزء من المدرسة المعاصرة لرسم الخط العربي، حصدت أعمالها على جوائز من بلجيكا وفرنسا، والتي كانت تعرض في المتاحف والمجموعات الدولية الخاصة، منها مجموعات من المتحف البريطاني ومتحف أشموليان، والمتحف الوطني الأمريكي لفنون المرأة، ومعرض الفنون الوطنية بباكستان، كما شاركت في التعاون الثقافي من خلال «رقص الرؤى» في جوتنبرج بالسويد بدعوة من الفنان السويدي راغنهيلد لوندين.
أسست الأميرة وجدان علي الجمعية الملكية الأردنية للفنون الجميلة في عام 1979 والتي أسست بدورها المعرض الأردني الدولي للفنون الجميلة. في عام 2001 تولت منصب عميد كلية الفنون والتصميم في الجامعة الأردنية.
ساهمت الأميرة في المجال الدبلوماسي فكانت أول امرأة تدخل وزارة الخارجية في الأردن عام 1962، كما كانت أيضًا أول امرأة تُمثل مندوب الأردن في اجتماعات الأمم المتحدة، وأول امرأة دبلوماسية في الجمعية العامة للأمم المتحدة. تولت الأميرة وجدان أيضا منصب سفير للأردن في إيطاليا.
بالأضافة لكونها أمينة للعديد من المعارض داخل وخارج الأردن، ألّفت تسعة كتب عن الفن الإسلامي التقليدي والمعاصر باللغتين العربية والإنجليزية، منهم الفن المعاصر من العالم الإسلامي عام 1989، والفن الإسلامي الحديث: التنمية والاستمرارية عام 1997 وكان أكثر أعمالها شهرة هي سلسلة من اللمسات الصحراوية المتلألئة التي صدرت في الثمانينات، وساهمت في تحرير الكثير من الكتب الأخرى، كما عملت أستاذًا زائرًا في جامعات بأوروبا والولايات المتحدة والشرق الأوسط، ونشرت العديد من الأبحاث في المجلات الأكاديمية.

## حياتها الخاصة
وجدان هي ابنة شريف فواز مهنا وهو مهندس معماري وشريفة نافع بنت جميل علي. في عام 1966 تزوجت من الأمير علي بن نايف حفيد الملك عبد الله الأول (مؤسس المملكة الأردنية الهاشمية وأول ملوكها) ولقبت بعد الزواج بالأميرة وجدان علي. أنجبت منه:
- نافعة (27 كانون الأول 1966).
- رجوة (29 حزيران 1968)، فنانة وناحتة وأمينة بالمتحف الوطني للفنون الجميلة.
- بسمة فاطمة (24 آذار 1970).
- محمد العباس (17 شباط 1973).